# Cristian Camilo Muñoz
Cristian Camilo Muñoz Lancheros (Ventaquemada, 20 marzo 1996) è un ciclista su strada colombiano che corre per il Nu Colombia; è professionista dal 2019.

## Palmarès

### Strada
- 2017 (Coldeportes Zenú, due vittorie)

6ª tappa Vuelta a Colombia Under-23 (Sogamoso > Paipa)
7ª tappa Vuelta a Colombia Under-23 (Tunja > Tunja)
- 2018 (Coldeportes Zenú, una vittoria)

8ª tappa Giro d'Italia Giovani Under 23 (Levico Terme > Asiago)

#### Altri successi
- 2023 (EPM)

1ª tappa Clásica Nacional Ciudad de Anapoima (Anapoima > Anapoima)

## Piazzamenti

### Classiche monumento
- Liegi-Bastogne-Liegi

2020: 103º

### Competizioni mondiali
- Campionati del mondo su strada

Imola 2020 - In linea Elite: ritirato